# Докование

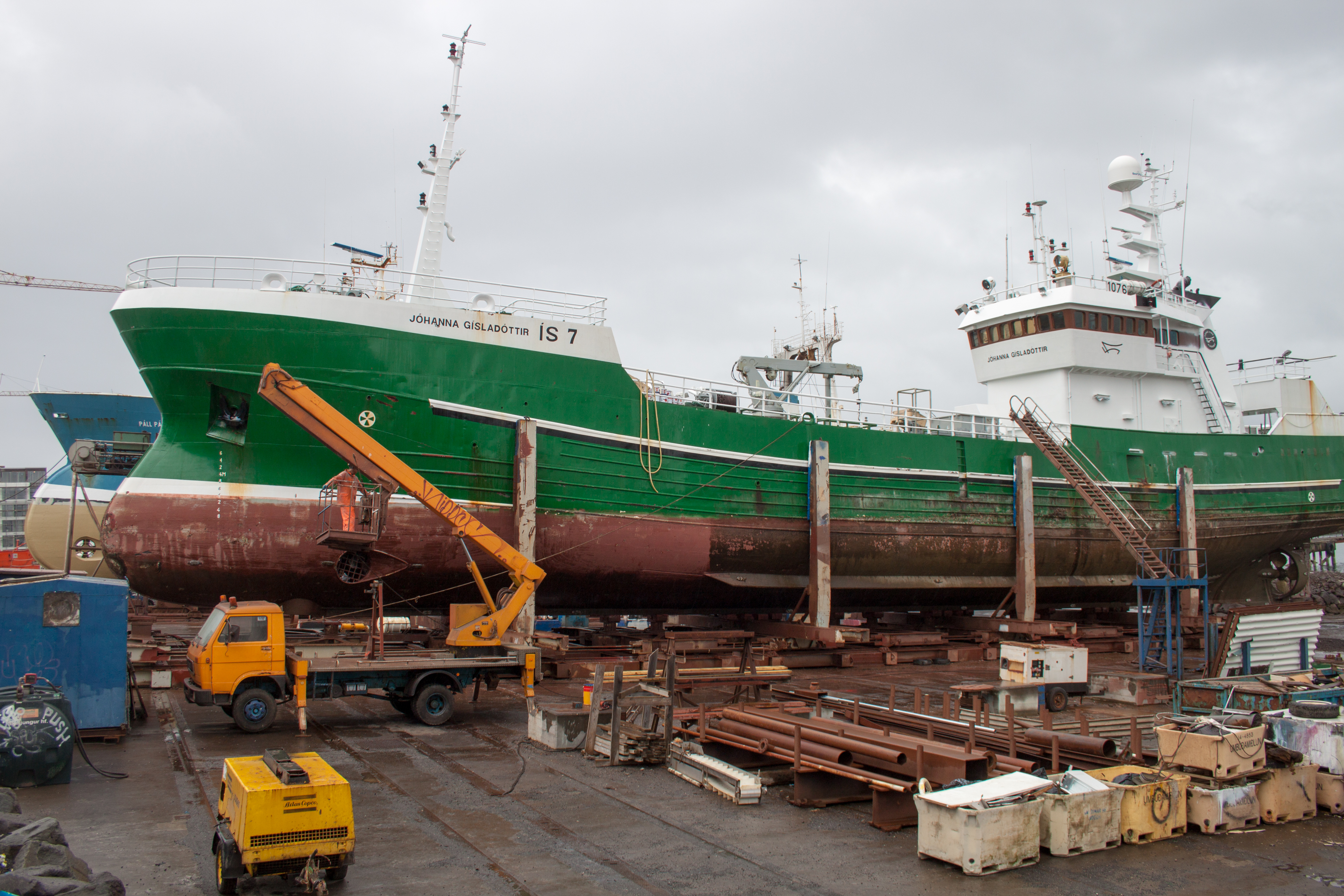

Докова́ние — стоянка судна в доке для проведения осмотра, покраски подводной части и выполнения ремонтно-профилактических работ. Постановка судна может быть произведена на кильблоки, клетки и смешанным способом (характерен для многих военных кораблей).

## Докование

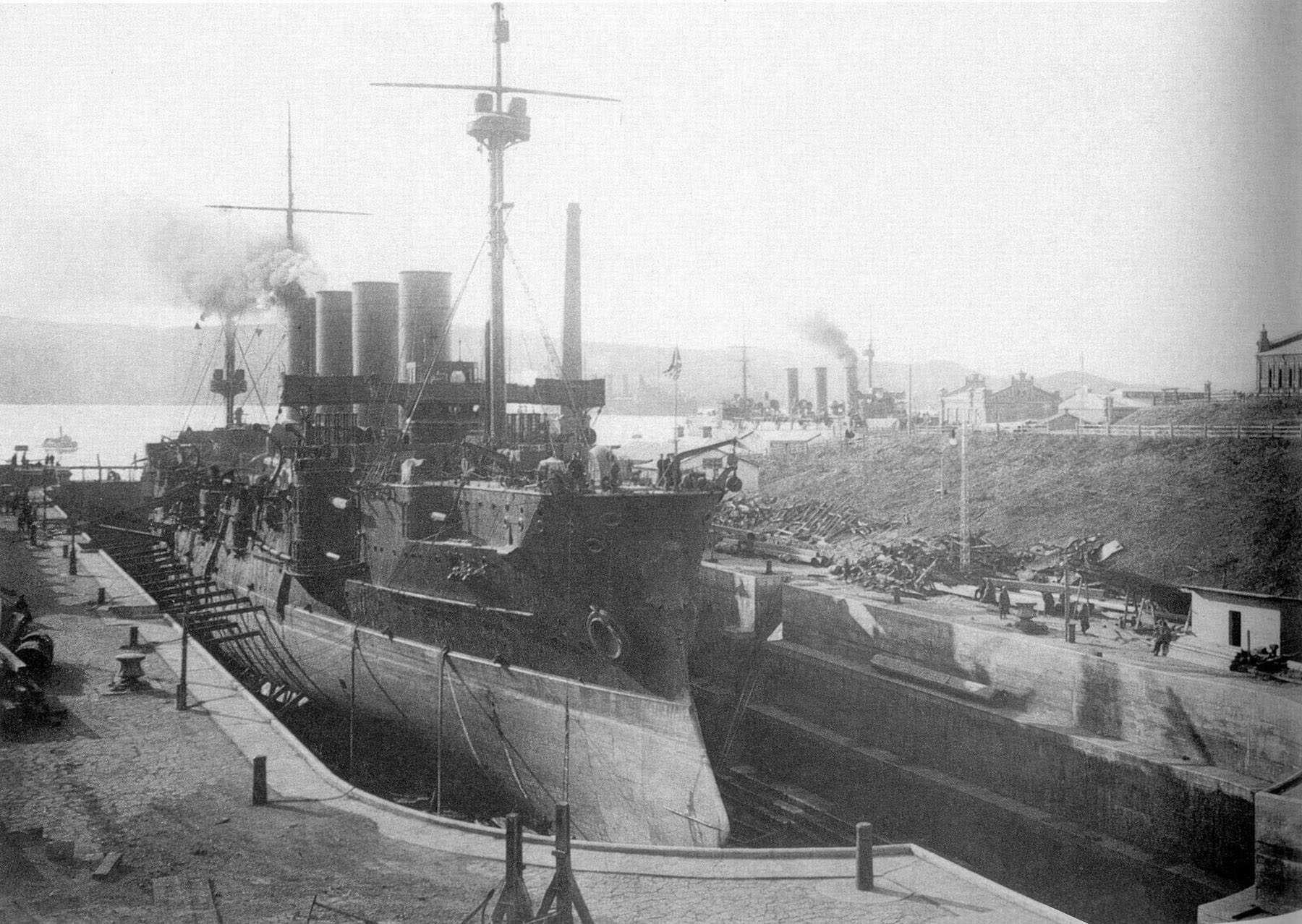
Броненосный крейсер Громобой в сухом доке во Владивостоке

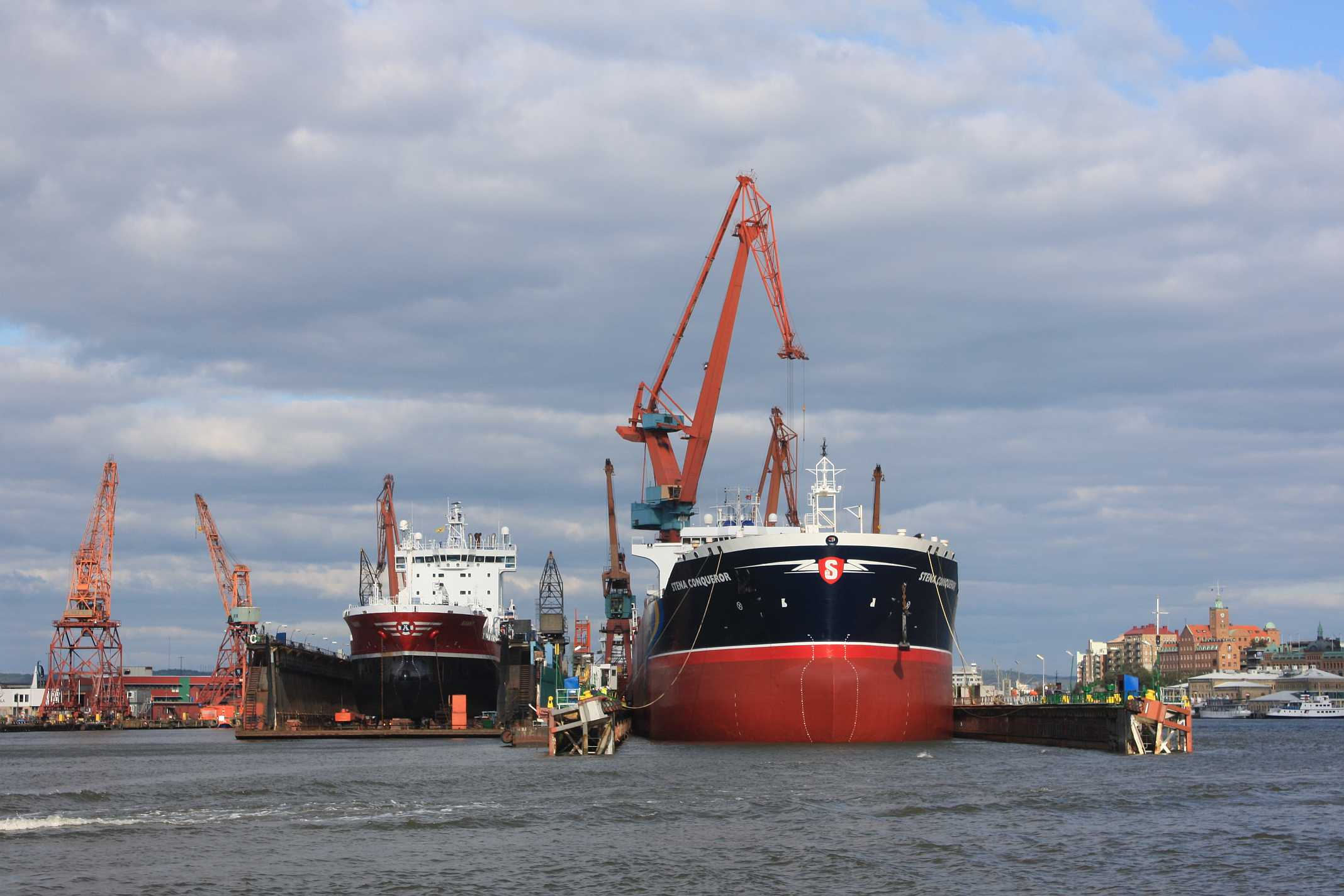
Вывод судна после докования

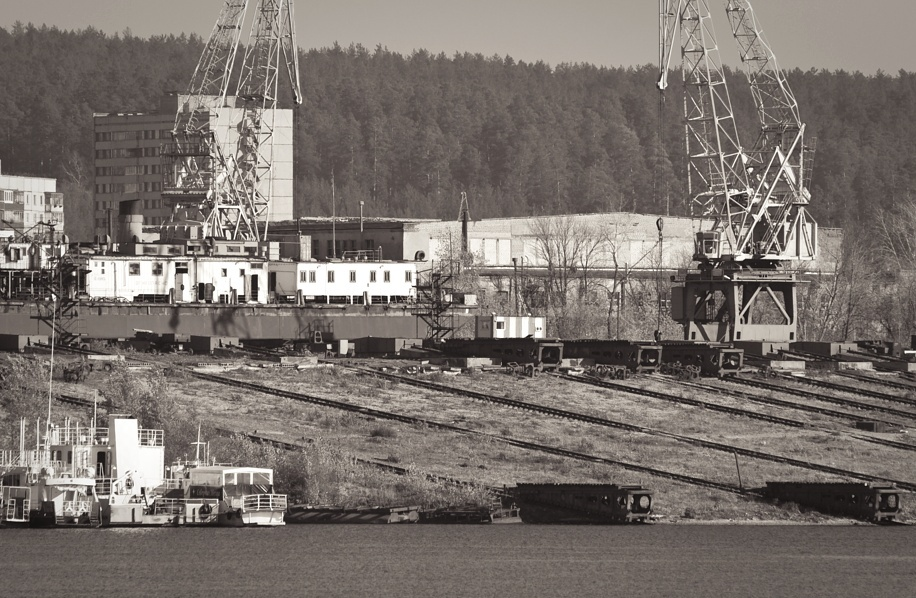
Слип тольяттинского судоремонтного завода

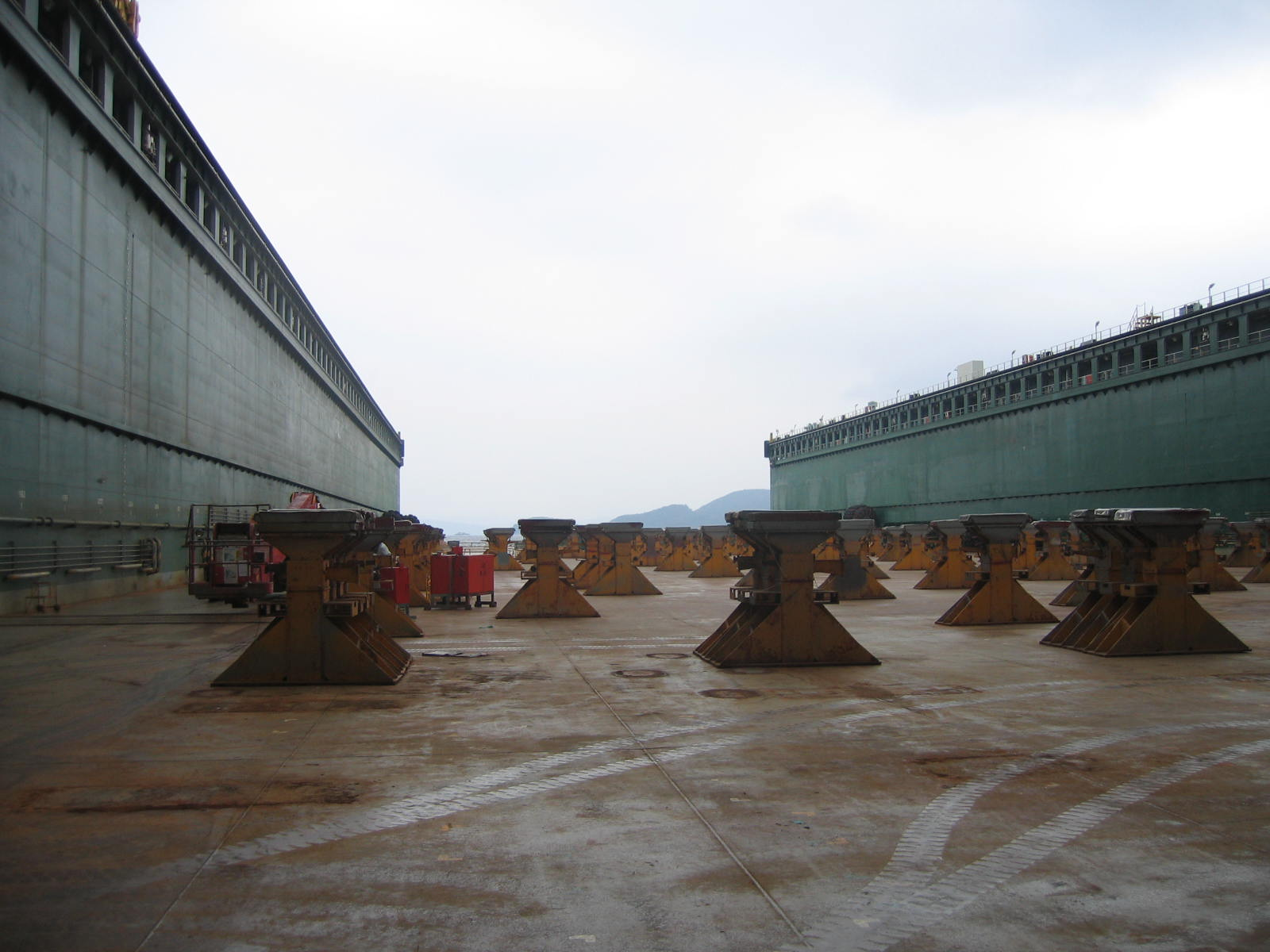
Доковая палуба с кильблоками

Это совокупность действий для поддержания судна (корабля) и всех его элементов и механизмов в эксплуатационной готовности и для освидетельствования в сухих и плавучих доках, на судоподъёмниках, в эллингах или на открытых площадках судоремонтных и судостроительных заводов. Подъём осуществляют с помощью береговых или плавающих судоподъёмных сооружений (механизмов), наклонных слипов, вертикальных судоподъёмников. Правила и этапы проведения докования строго регламентированы инструкцией «Положение о ремонте судов».

### Этапы докования
1. Подготовка судна и судоподъёмного механизма.
2. Подвод судна к судоподъёмному механизму буксирами.
3. Ввод и центровка его над стапельным местом с помощью швартовых или других специальных устройств.
4. Установка судна на стапельное место.
5. Подъём судна из воды.
6. Обследование днища, деталей винто-рулевого комплекса и донно-забортной арматуры.
7. Проведение работ необходимых для устранения дефектов и замечаний.
8. Приём выполненных работ заказчиком (комиссией).
9. Вывод или спуск судна на воду.
10. Подписание актов и документаций по проведенным работам.

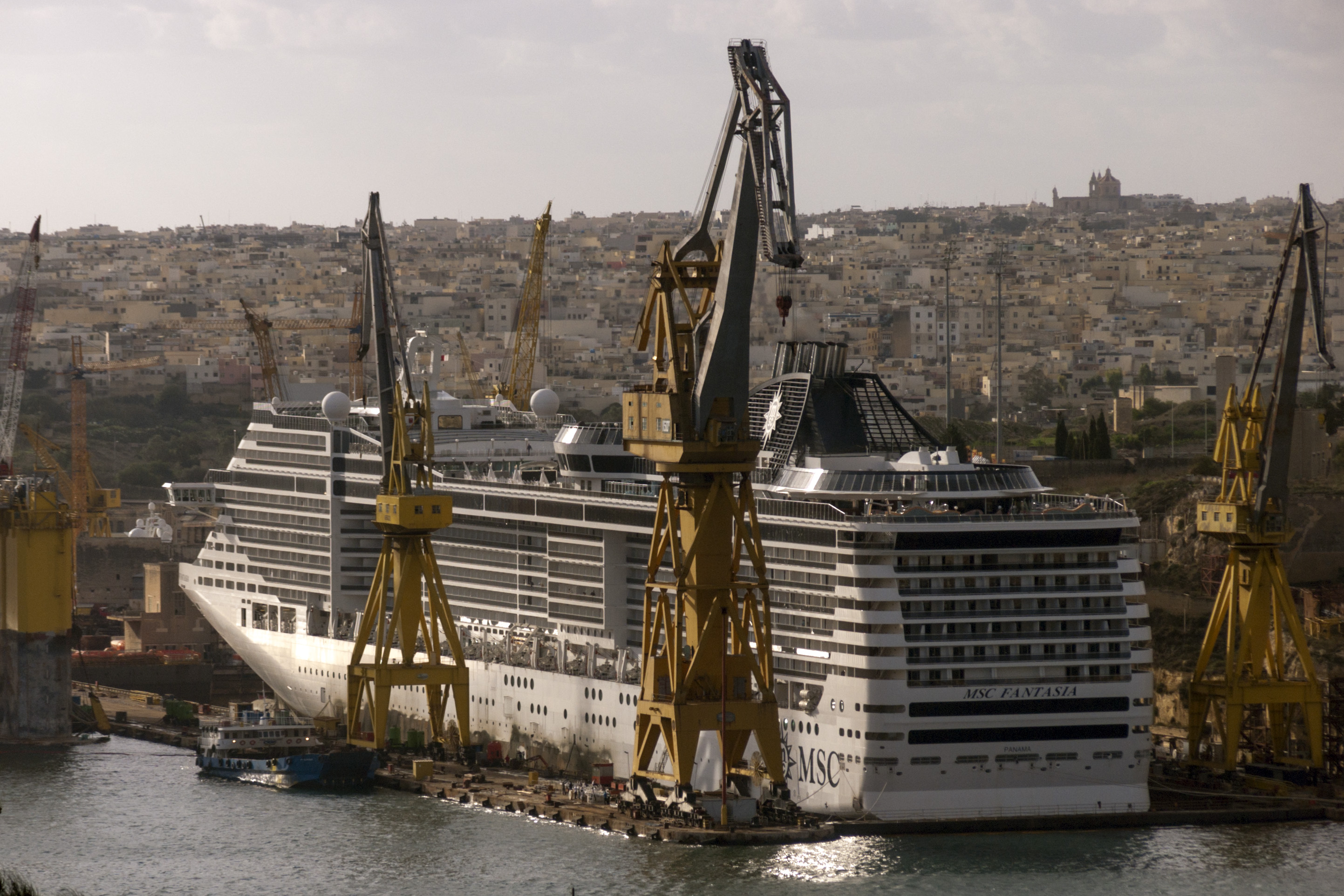
Докование MSC Fantasia в сухом доке

Каждая компания—судовладелец ведёт наблюдение за эксплуатацией судов своего флота, их ремонтом и оформлением документаций. Исходя из текущего положения дел судовладельцы издают положения о том или ином виде докования, судоремонте и сроках их проведений в соответствии с законами, нормативными актами, назначением и типом судна.

Для судов возрастом до 15 лет освидетельствование подводной части судна может быть проведено на плаву без докования. Для судов возрастом 15 лет и более освидетельствование подводной части на плаву не допускают.

### Виды докования

#### Ежегодное докование

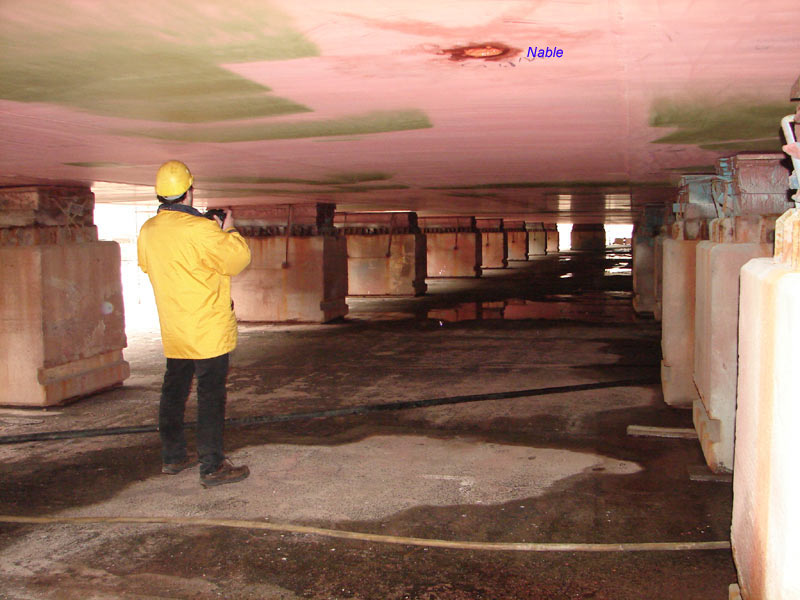
Обследование днища судна

Проводят для пассажирских, деревянных и композитных судов, а также судов, работающих в северных или тропических районах, также для судов, скорость которых превышает 18 узлов.
 Во время ежегодного докования, как правило, проходит очистка днища от морских организмов, окраска подводной части, устранение мелких дефектов, возможно проведение планово-предупредительного или малого ремонта.

#### Очередное докование

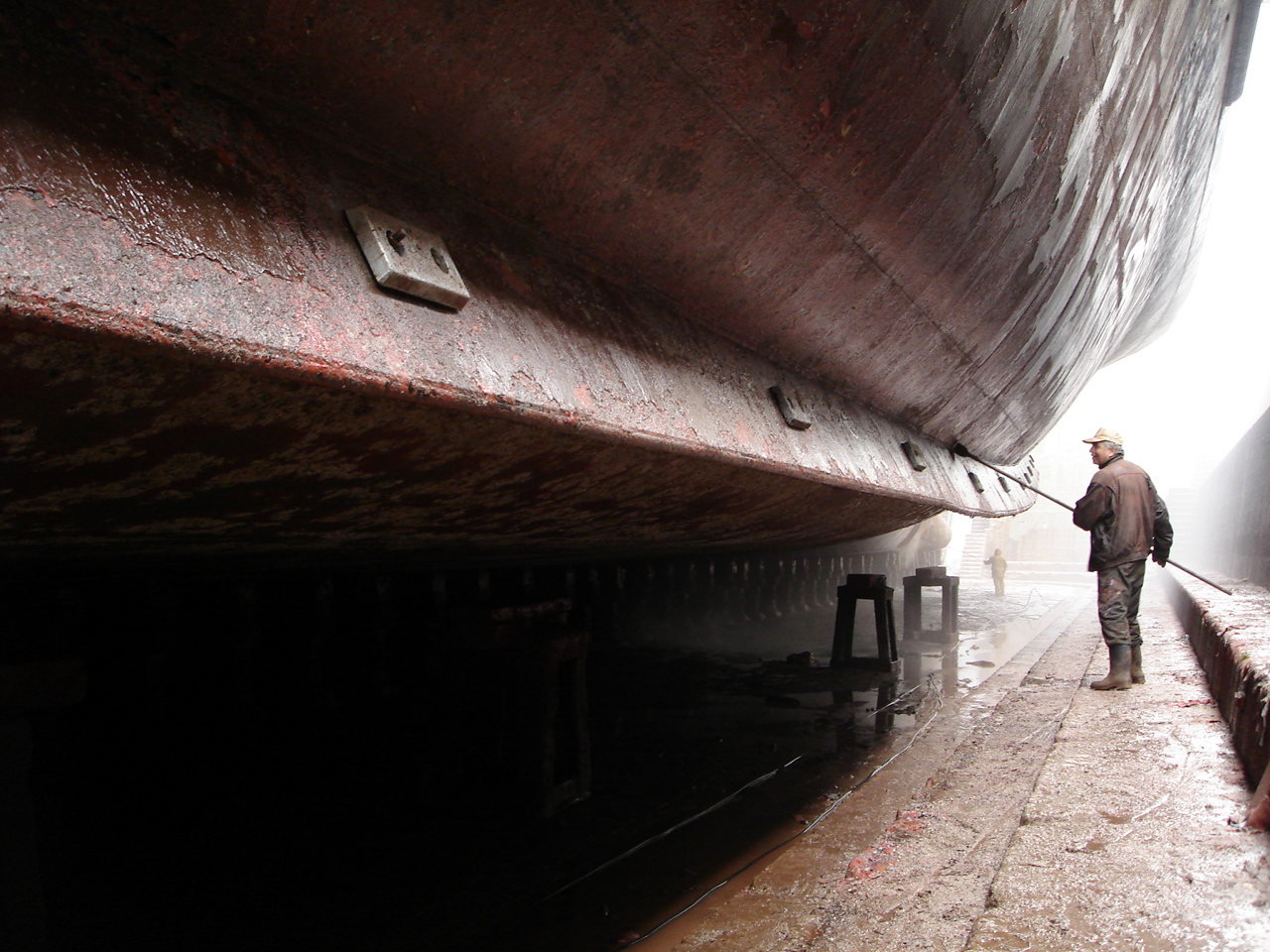
Работы по очистке

Для остальных судов очередное докование проводят 1 раз в 5 лет. Но в течение этого периода должно быть проведено не менее двух промежуточных освидетельствований подводной части судна, а интервал между двумя промежуточными освидетельствованиями не должен превышать 36 месяцев.
 При очередном доковании, как и при ежегодном, проходит очистка днища от морских организмов, окраска подводной части судна, и при необходимости предупредительный, восстановительный или текущий ремонт обеспечивающий бесперебойность плавания судна до следующего ремонта. Заварку любых трещин ответственных конструкций производят только по согласованию с инспекцией российского морского регистра судоходства.

#### Промежуточное докование

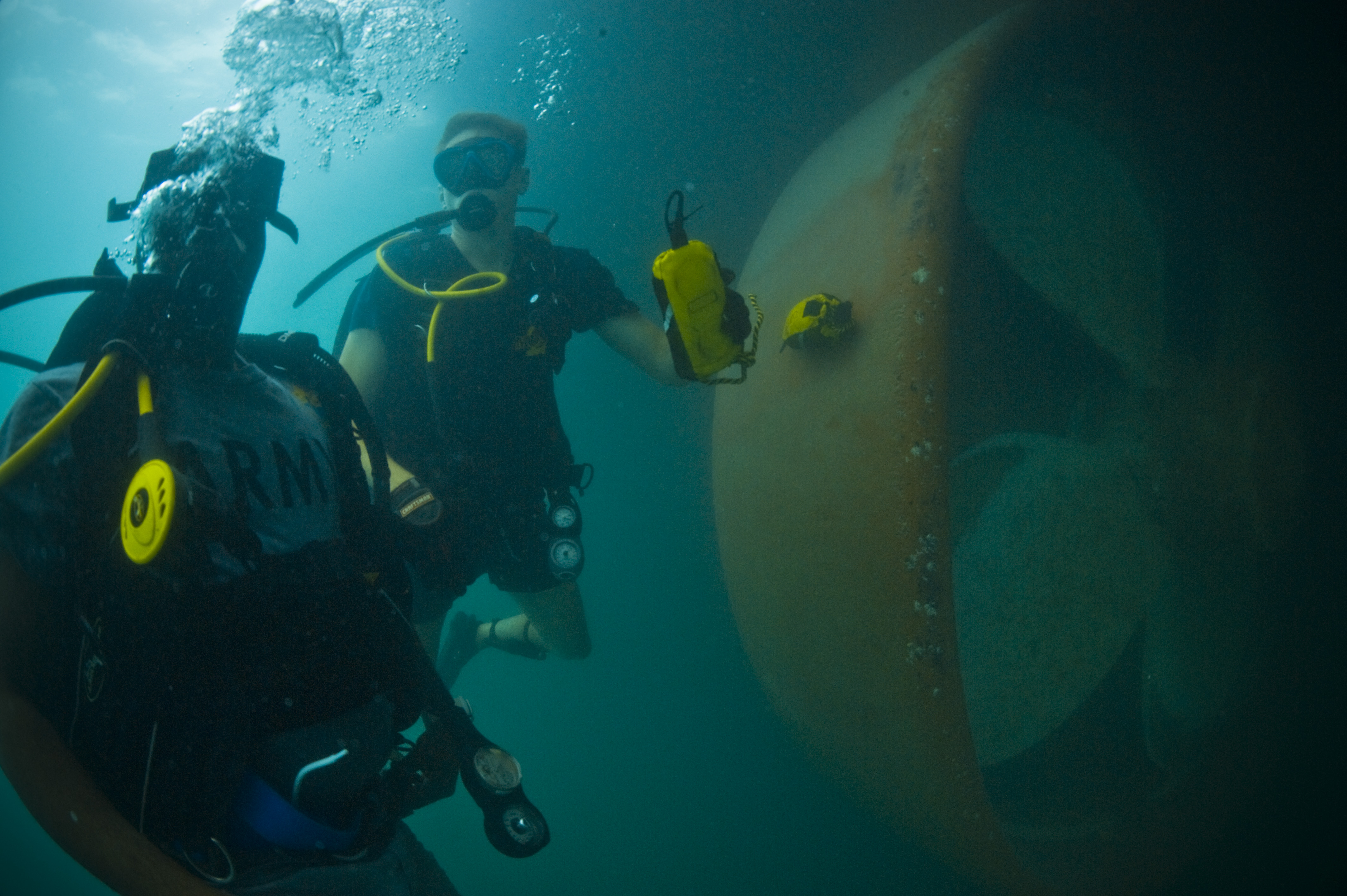
Обследование винто-рулевого механизма

Проводят для обеспечения промежуточного освидетельствования судна. Освидетельствование судов возрастом до 15 лет может быть проведено на плаву без вывода судна из эксплуатации инспектором российского морского регистра судоходства и водолазами с помощью телевизионной камеры и ультразвукового прибора.

#### Внеочередное докование
Проходит для проведения аварийно-восстановительного ремонта и устранения повреждений вызванных аварией, аварийным происшествием или нештатной ситуацией.
Для снижения стоимости докования практикуют групповые постановки судов в док или производят докование по одной воде. Возможно частичное докование — частичный подъём судна из воды для доступа к объекту освидетельствования или ремонта в подводной части. Обычно осуществляют в плавающих доках или на судоподъёмниках относительно малой грузоподъёмности, а также с помощью кессонов — осушаемых ящиков различной формы, опорный контур которых соответствует обводам корпуса судна.